# Urs Roner
Urs Roner (* 10. August 1946) ist ein ehemaliger Schweizer Skilangläufer.

## Werdegang
Roner, der für den SC Alpina St. Moritz startete, nahm bis 1966 an Juniorenrennen teil. Dabei wurde er bei den Schweizer Juniorenmeisterschaften 1964 in St. Moritz und den Schweizer Juniorenmeisterschaften 1965 in Langenbruck jeweils Zweiter mit der Staffel. Im folgenden Jahr errang er bei den Schweizer Juniorenmeisterschaften in Leukerbad den zweiten Platz über 8 km. In der Saison 1967/68 lief er beim internationalen Rennen in Le Brassus auf den 42. Platz über 15 km und bei der Winter-Universiade 1968 in Innsbruck auf den 13. Rang über 15 km. Bei den Schweizer Skimeisterschaften 1968 in Lenk wurde er Achter über 15 km und holte mit der Staffel die Goldmedaille. Nach Platz sechs beim internationalen Staffellauf in St. Moritz und Rang eins in Samedan über 15 km zu Beginn der Saison 1968/69 siegte er bei den Schweizer Skimeisterschaften 1969 erneut mit der Staffel. Zudem kam er dabei auf den neunten Platz über 15 km, auf den siebten Rang über 30 km und auf den sechsten Platz über 50 km. Im März 1969 errang er beim ersten Engadin Skimarathon den dritten Platz. Zu Beginn der Saison 1969/70 lief er beim internationalen Staffellauf in St. Moritz auf den vierten Platz und in Splügen auf den zweiten Rang über 12 km. Bei den Schweizer Skimeisterschaften 1970 gewann er Bronze über 50 km und erneut Gold mit der Staffel. Er wurde daraufhin für die Nordischen Skiweltmeisterschaften 1970 in Štrbské Pleso nominiert, wo er den 39. Platz über 50 km belegte. Bei der Winter-Universiade Anfang April 1970 in Rovaniemi wurde er Achter über 15 km.
In der Saison 1970/71 errang Roner beim internationalen Staffellauf in St. Moritz erneut den vierten Platz und holte bei den Schweizer Skimeisterschaften 1971 Silber über 30 km und erneut Gold mit der Staffel. Zudem platzierte er sich dabei auf dem fünften Platz über 15 km und auf dem vierten Rang über 50 km. Im folgenden Jahr siegte er bei den Schweizer Skimeisterschaften zum fünften Mal in Folge mit der Staffel und lief dabei zudem auf den achten Platz über 15 km und auf den siebten Rang über 30 km. Beim internationalen Rennen im Januar 1972 in Le Brassus wurde er Dritter mit der Schweizer Staffel und wurde daraufhin für die Olympischen Winterspiele 1972 in Sapporo nominiert, wo er aber nicht zum Einsatz kam. Bei der Winter-Universiade Anfang März 1972 in Lake Placid belegte er den siebten Platz über 30 km und den vierten Rang mit der Staffel. Im selben Monat wurde er in Saanen für die Universität Zürich Schweizer Hochschulmeister über 15 km und beendete seine internationale Karriere. Im folgenden Jahr startete er nochmals bei den Schweizer Meisterschaften in Splügen, wo er Silber mit der Staffel gewann.